# Alchemilla dasyclada
Alchemilla dasyclada é uma espécie de rosácea do gênero Alchemilla, pertencente à família Rosaceae.